# Медведовка (Починковский район)
Медведовка — исчезнувшая деревня в Починковском районе Смоленской области России. 
Название скорей всего происходит от медведь, хотя в настоящее время в этой местности медведи не обитают.
Располагалась примерно посередине между существующими ныне деревнями  Киселёвка и Митюли на правом берегу ручья Вепрянка. Это место сейчас находится примерно на границе Даньковского и Шаталовского сельских поселений Починковского района. В 10 км к северо-востоку расположен город Починок.

## История
Деревня отмечена в Планах Генерального Межевания Смоленской губернии, созданных в 1780-1790-х годах. В списке населённых мест Смоленской губернии (данные 1859 года), как деревня Смоленского уезда с 9 дворами и 96 жителями .
По картам Генерального Штаба Красной Армии, данные для которых собирались в 1920-х годах, в деревне считается 27 дворов.
Согласно справочнику административно-территориального деления деревня числилась в списках вплоть до 1974 года . На топографических картах конца 1970-х годов деревни уже нет, а на карте 2010 года она отмечена, как урочище Медведовка.